# Hans Fellinger
Hans Fellinger (* 5. Mai 1914 in Wien; † 13. Juli 1974 ebenda) war ein österreichischer Pädagoge und Erwachsenenbildner.

## Leben
Hans Fellinger studierte Mathematik und Physik in Wien. Er war von 1952 bis 1970 Leiter der Volkshochschule Ottakring in Wien und ab 1959 Leiter der Abteilung für Schul- und Bildungswesen der Kammer für Arbeiter und Angestellte für Wien und Leiter des Österreichischen Instituts für Berufsbildungsforschung.
Hans Fellinger starb im Alter von 60 Jahren und wurde am 30. Juli 1974 am Hietzinger Friedhof (Gruppe 16, Nummer 6A) bestattet.

## Auszeichnungen
- 1974 Preis der Stadt Wien für Volksbildung
- 1964, 1971 und 1975 posthum Österreichischer Staatspreis für Erwachsenenbildung

## Publikationen
- Ein halbes Jahrhundert Volksheim. 1905–1955. Eine Festschrift zum 5. November 1955. Volksheim Ottakring, Verein Volkshochschule Wien Volksheim, Wien 1955, 35 Seiten.
- mit Karl Wlasak: Mehr Kinder in höhere Schulen. Illustration von Ilse Slavik, Verlag Jungbrunnen, Wien 1968, 2. bearbeitete Auflage, Verlag Jungbrunnen, Wien 1969, 108 Seiten.
- mit Norbert Kutalek: Zur Wiener Volksbildung. Verlag Jugend und Volk, Wien 1969, 292 Seiten.